# Eretmocerus longipes
Eretmocerus longipes är en stekelart som beskrevs av Compere 1936. Eretmocerus longipes ingår i släktet Eretmocerus och familjen växtlussteklar. Inga underarter finns listade i Catalogue of Life.